# 岭南道
岭南道，是唐朝的一个道，为贞观十道之一，治所位于广州，辖境包含今福建省、广东省、海南省、香港特别行政区、澳门特别行政区全部、广西壮族自治区大部、云南省东南部、越南北部地区。开元时将福州、泉州、建州、汀州、漳州五州（今福建省）划给江南东道，之后辖74州，仍为当时全国之最。
唐代边疆地区的显著特征之一，是分布着广袤的以少数民族为主要居民的羁縻府州。岭南地区虽不存在羁縻都督府，但羁縻州却数量颇多，这是岭南作为边疆地区属性的表现。但与此同时，岭南 70 多个州( 郡) ，真正属于“边州”的，却只有“驩、容”等州，尽管具体州郡尚可辨析，但广、桂作为“要州”显然不在其列，所以岭南也有作为非边疆的一面。因此，从整个岭南道来说，它其实是边疆与内地的“混合体”。

## 所辖州
- 广州
- 韶州，辖仁化县、曲江县、乐昌县、始兴县、浈昌县（今南雄）、翁源县6县
- 循州，辖河源县、归善县、兴宁县、海丰县、博罗县、雷乡县
- 贺州，辖临贺县、桂岭县、荡山县、富川县、冯乘县、封阳县6县
- 端州，辖高要县、平兴县两县
- 新州，辖索卢县、新昌县、单牒县、永顺县4县。唐高祖武德四年（621年）置新州。唐玄宗天宝元年（742年），废新州，设新兴郡，撤新昌、单牒2县。乾元元年（758年），改新昌郡为新州，撤索卢县，设新兴、永顺2县
- 康州，辖端溪县、悦城县、晋康县、都城县4县
- 封州，辖封川县、开建县2县
- 泷州，辖泷水县、开阳县、永熙县（后改永宁县）、安南县（后改镇南县）4县
- 恩州，辖西平县、齐安县、杜陵县3县
- 春州，辖阳春县、罗水县、流南县3县
- 高州，辖良德县、保定县、电白县3县
- 藤州，辖宁风县、感义县、义昌县、镡津县4县
- 义州，辖岑溪县、永业县、连城县3县。
- 窦州
- 勤州
- 桂州，辖临桂县、理定县、灵川县、阳朔县、永福县、荔浦县、义宁县、修仁县、恭化县、古县、全义县11县
- 昭州，辖平乐县、永平县、恭城县3县，
- 富州，辖龙平县、思勤县、马江县3县
- 梧州，辖苍梧县、戎城县、孟陵县3县
- 蒙州
- 龚州
- 浔州
- 郁林州，辖石南县、兴业县、郁平县、潭栗县、兴德县5县
- 平琴州，辖安仁县（后改容山县）、怀义县、福阳县、古符县4县
- 宾州
- 澄州
- 绣州
- 象州
- 柳州
- 融州
- 邕州，辖宣化县、朗宁县、如和县、武缘县、思龙县、晋兴县、封陵县7县
- 贵州，辖郁林县、怀泽县、潮水县、义山县4县
- 党州
- 横州
- 田州，辖都救县、惠佳县、武龙县、横山县、如赖县5县
- 严州，辖来宾县、循德县、归化县3县
- 山州
- 峦州
- 罗州，辖石城县、吴川县、南河县、招义县、零绿县5县。
- 潘州，辖茂名县、南巴县、潘水县3县。
- 容州，辖北流县、渭龙县、普宁县、罗窦县、欣道县、陵城县6县。
- 辩州
- 白州，辖博白县、龙豪县、南昌县、建宁县、周罗县5县
- 牢州，辖南流县（本隶容州，乾封三年来属牢州）、定川县（本隶潘州）、宕川县（本隶潘州）3县
- 钦州
- 禺州
- 滚州
- 汤州，辖汤泉县、禄水县、罗韶县3县。
- 岩州，辖常乐县、恩封县、高城县、石岩县4县
- 古州，辖乐预县（后更名乐山县）、古书县、乐兴县3县
- 安南都督府
- 武峨州，辖武峨县、如马县、武义县、武夷县、武缘县、武劳县、梁山县7县
- 粤州
- 芝州
- 爱州，辖九真县、安顺县、崇平县、日南县、无编县、军宁县6县
- 福禄州，辖柔远县（本名安远，后改为柔远）、唐林县、福禄县3县
- 长州，辖文阳县、铜蔡县、长山县、其常县4县
- 驩州
- 林州，辖鬰平县、兴业县（麟德二年析石南置，建中二年省石南入兴业）、兴德县（萧铣析石南置，寻废。武德四年析鬰平复置）、潭栗县4县
- 景州
- 峰州
- 陆州，辖鸟雷县、宁海县、华清县3县。
- 廉州
- 雷州
- 笼州
- 环州，辖福零、正平、龙源、饶勉、思恩、武名、歌良、蒙都8县
- 德化州
- 郎茫州
- 崖州，治所为舍城县（今海南省琼山附近），辖舍城县、隆迈县、文昌县、临高县4县。
- 儋州，治所为义伦县（今海南省儋州市），辖义伦县、昌化县、感恩县、富罗县4县。唐玄宗天宝元年（742年），改儋州为昌化郡，增设吉安、涔阳两县。
- 琼州
- 振州
- 万安州，辖万安县、陵水县、富云县、博辽县4县
- 宜州